# Energijske razine
Energijske razine su bliske diskretne razine (nivoi) energije u nekom izoliranom sustavu (atom, molekula) ili u nekome sustavu čestica. U fizici čvrstoga stanja (Fermijev plinski model slobodnih elektrona, teorija elektronskih vrpci u kristalima), gustoća atoma i gustoća energijskih razina golema je, oko 1026 atoma/kg ili oko 1028 atoma/m³. Kada se atomi počinju približavati i stvarati kristalnu rešetku, energijske razine pojedinačnih atoma cijepaju se i spajaju u vrpce ili pojase dopuštenih energija. Energijska razina u metalu ili poluvodiču opisana je glavnim kvantnim brojem n i dvjema orijentacijama spina ("spin-gore" i "spin-dolje"), pri čemu je svaka orijentacija zasebno stanje zbog Paulijeva načela. Prema tome, N elektrona u metalu (N je paran) rasporedit će se na: 
{\displaystyle n={\frac {N}{2}}\ }
energijskih razina, jer će u svakoj razini biti po dva elektrona. Dakle, broj stanja (elektrona) N dvostruko je veći od broja razina n:
{\displaystyle N=2\cdot n}
Čestice se u sustavu naseljavaju (razmještaju) po razinama kao razlučive (klasična Maxwell-Boltzmannova statistika) ili kao nerazlučive čestice u skladu s načelima kvantnih statistika: Fermi-Diracovoj i Bose-Einsteinovoj.

## Energijsko stanje
Energijsko stanje je stanje fizikalnoga sustava određeno njegovom ukupnom energijom (planetni sustav, harmonički oscilator, molekula, atom, atomska jezgra, elementarna čestica) u jednoj od njegovih mogućih konfiguracija (rasporeda). Vezani fizikalni sustav tijela ili čestica opisan je ukupnom energijom, koja je niža od one kada su tijela ili čestice slobodne. U planetnome, odnosno atomskome sustavu, privlačna gravitacijska, odnosno elektrostatička potencijalna energija negativna je, nasuprot pozitivnoj kinetičkoj energiji satelita, odnosno elektrona. Ukupna energija Eu satelita ili elektrona po kružnoj stazi negativna je: 
{\displaystyle E_{u}=E_{p}+E_{k}=-\,2\cdot E_{k}+E_{k}=-\,E_{k}}
jer je gravitacijska, odnosno elektrostatička potencijalna energija Ep povezana s kinetičkom relacijom: 
{\displaystyle E_{p}=-\,2\cdot E_{k}}
gdje je: Ek - kinetička energija. Svaki vezani sustav opisan je jednim stanjem najniže energije, koji se naziva osnovno energijsko stanje, a svako više stanje naziva se pobuđenim energijskim stanjem.

### Energijsko stanje u klasičnoj mehanici
U klasičnoj mehanici, ukupna energija prikazuje se hamiltonijanom, to jest Hamiltonovom funkcijom koja je zbroj kinetičke i potencijalne energije:
{\displaystyle H={\frac {1}{2\cdot m}}\cdot (p_{x}^{2}+p_{y}^{2}+p_{z}^{2})+V(x,y,z)}
gdje je kinetička energija izražena s pomoću komponenata količine gibanja ili impulsa sile (px, py, pz), a potencijalna kao funkcija koordinata (x, y, z). Hamiltonova funkcija fizikalnoga sustava, kao funkcija poopćenih impulsnih i prostornih koordinata, njegova je najvažnija konstanta gibanja, jer se rješenja (energijske svojstvene vrijednosti, energijska stanja i putanje čestice) dobivaju njezinim izjednačavanjem s energijom, H = E (načelo energije).

### Energijsko stanje u kvantnoj mehanici
U kvantnoj mehanici rezultat rješavanja sustava su diskretna energijska stanja, koja ovise o kvantnim brojevima. U atomu vodika, glavni kvantni broj n daje diskretni spektar energijskih stanja elektrona:
{\displaystyle E_{n}={\frac {-\,13,6}{n^{2}}}\,{\mbox{eV}}}
Osnovno stanje (n = 1) ima energiju E1 = –13,6 eV, dok više vrijednosti n daju viša pobuđena stanja, a ionizaciji odgovara n → ∞. Diskretne vrijednosti energijskoga spektra harmoničkog oscilatora u kvantnoj mehanici opisane su izrazom: 
{\displaystyle E_{n}=\hbar \cdot \omega \cdot (n+{\frac {1}{2}})}
gdje je: ħ = h/2∙π - reducirana Planckova konstanta, ω - kutna frekvencija titranja, a n - kvantni broj energije (stanja). Za n = 0, dobiva se osnovno stanje E0 = 1/2∙ħ∙ω, koje se često naziva nultom točkom energije oscilatora. Izmjena energije u sustavima s diskretnim energijskim spektrom odvija se skokovito (Schrödingerovi skokovi). Kad neki sustav ima više različitih stanja s jednakom energijom, radi se o degeneriranome stanju.

#### Kvantni brojevi i Paulijevo načelo
Da dobijemo grubu sliku atoma, možemo zanemariti sile između elektrona. Tad se svaki elektron kreće oko atomske jezgre u stazama. Ova gruba slika atoma omogućuje nam da nađemo kvantne brojeve i stacionarna stanja elektrona, koji se dobivaju i u preciznijim modelima atoma. 
Iz rendgenskih spektara se vidi da glavni kvantni broj n, kojim su dane vodikove energije, određuje pojedine ljuske atoma. U Bohrovu modelu vodika glavni kvantni broj određuje veliku poluos eliptične staze elektrona. Prema tom glavnom kvantnom broju obilježavaju se pojedine ljuske:
| n =    | 1 | 2 | 3 | 4 | 5 | 6 |
| ------ | - | - | - | - | - | - |
| ljuska | K | L | M | N | O | P |

n = 1 odgovara stabilnom stanju, n = 2 prvom pobuđenom nivou i tako dalje. Prema tome, K ljuska predstavlja energetski najnižu, najstabilniju ljusku, L ljuska prvu iznad najniže, i tako dalje. 
U Bohrovu modelu pripada glavnom kvantnom broju više elipsa. Iznimku čini najniža ljuska n = 1, kojoj odgovara samo jedna kružnica. Koliki je glavni kvantni broj n, toliko ima različitih elipsa. One odgovaraju različitim diskretnim vrijednostima impulsa vrtnje. Drugoj ljuski odgovaraju u Bohrovu modelu dva različita impulsa vrtnje s nφ = 1, nφ = 2 i nφ = 3. Vidi se kako to ide kod viših ljusaka.
Ovdje treba da se osvrnemo na bitnu promjenu koju je na Bohrovu modelu izvršila stroga kvantna mehanika (W. Heisenberg, E. Schrödinger). Prema strogoj kvantnoj mehanici impuls vrtnje elektrona oko jezgre može biti i jednak nuli. To je upravo ono što smo prije kod vodika isključili. Rekli smo da bi tad elektroni titrali u pravcu i prolazili kroz jezgru. Međutim, za strogu kvantnu mehaniku ne postoje takve teškoće, jer se ona u samom početku odrekla naivnih zornih slika. Iskustvo je dalo pravo modernoj kvantnoj teoriji. Po Bohru bi se elektron u stabilnom stanju vodikova atoma morao vrtjeti u kružnici i imati impuls vrtnje h/2∙π. Stern i Gerlach uspjeli su da točno izmjere impuls vrtnje i magnetski moment vodikova atoma. Prolazeći kroz nehomogeno magnetsko polje, vodikove se zrake cijepaju u dva snopa. Ovaj dvolom odgovara momentu impulsa 1/2∙h/2∙π. Jedini impuls vrtnje, što ga ima vodikov atom u stabilnom stanju, potječe od spina. I za druge atome dokazao je to isto. Impulsi vrtnje mogu, dakle, poprimiti i vrijednost nula. 
Mjesto starog kvantnog broja nφ uvest ćemo novi kvantni broj vrtnje l, tako da on poprima redom vrijednosti 0, 1, 2, 3, … Najveća vrijednost, koju taj kvantni broj u pojedinoj ljuski može imati, iznosi n - 1. Imamo opet, kao i u staroj kvantnoj teoriji, za svaku ljusku n različitih vrtnja. Kod K ljuske je l = 0, kod L ljuske l = 0 i l = 1, kod M ljuske je l = 0, l = 1 i l = 2. Evo kako to ide dalje:
| n = 1 | n = 2 | n = 3 | n = 4 | n = 5 |
| ----- | ----- | ----- | ----- | ----- |
| l = 0 | l = 0 | l = 0 | l = 0 | l = 0 |
|       | l = 1 | l = 1 | l = 1 | l = 1 |
|       |       | l = 2 | l = 2 | l = 2 |
|       |       |       | l = 3 | l = 3 |
|       |       |       |       | l = 4 |

Time su iscrpljeni svi tipovi staza. Međutim, kako znamo, ravnina gibanja elektrona oko jezgre može još imati različite položaje u prostoru. Iz Zeemanova učinka i Stern-Gerlachovih pokusa zaključili smo da su moguće one orijentacije momenta impulsa kod kojih su projekcije na zadani smjer jednake m∙h/2∙π. Magnetski kvantni broj m poprima sve cijele brojeve od - l do + l. Moguće vrijednosti magnetskog kvantnog broja m zabilježene su u tablici:
| l = 0 |     |     |     |     | 0 |     |     |     |     |
| ----- | --- | --- | --- | --- | - | --- | --- | --- | --- |
| l = 1 |     |     |     | - 1 | 0 | + 1 |     |     |     |
| l = 2 |     |     | - 2 | - 1 | 0 | + 1 | + 2 |     |     |
| l = 3 |     | - 3 | - 2 | - 1 | 0 | + 1 | + 2 | + 3 |     |
| l = 4 | - 4 | - 3 | - 2 | - 1 | 0 | + 1 | + 2 | + 3 | + 4 |

Kvantnom broju l pripada 2∙l + 1 različitih vrijednosti magnetskog kvantnog broja.
U Bohr-Sommerfeldovoj teoriji 3 kvantna broja n, l i m određuju stazu elektrona, i oblik elipse i njen nagib prema određenom smjeru. Iste te kvantne brojeve preuzela je i stroga kvantna mehanika, samo što su oni izgubili ono zorno značenje koje im je pripisivala stara teorija.
Još nismo potpuno odredili stanje elektrona. Treba da uzmemo u obzir i vlastitu vrtnju elektrona (spin). Kako smo vidjeli iz Stern-Gerlachovih pokusa, moguće su samo dvije orijentacije spina prema magnetskom polju: paralelna i antiparalelna. Prema tome uvest ćemo kvantni broj spina s, koji može poprimiti samo dvije vrijednosti:
s = - 1/2 i s = + 1/2
Paralelnom smjeru odgovara moment impulsa + 1/2∙h/2∙π, a antiparalelnom - 1/2∙h/2∙π. Drugih vrijednosti spin nema.
Kvantni brojevi n, l, m i s točno određuju pojedino stacionarno stanje elektrona u atomu vodika. Čim odaberemo 4 vrijednosti kvantnih brojeva, utvrdili smo točno gibanje elektrona.
Kvantni brojevi n, l, m i s točno određuju pojedino stacionarno stanje i za druge elemente, ako zanemarimo sile između elektrona. Tad se opet elektroni kreću u elipsama oko atomske jezgre, samo što je sad naboj jezgre jednak Ze. Želimo li od te slike atoma učiniti korak dalje, moramo uzeti u obzir i sile između elektrona. No, i sada se mogu upotrijebiti stari kvantni brojevi. Uzajamne sile elektrona modificiraju gibanje elektrona, ali one ne razaraju stara stacionarna stanja i ne stvaraju nova. Kad uzmemo u račun međusobne sile elektrona, tad se, u prvom redu mijenjaju energije samih prvobitnih stacionarnih stanja. Stacionarna stanja iste ljuske nemaju više jednaku energiju. Kako smo već prije vidjeli, energija se to jače snizuje što je kvantni broj l manji (staze prodiru u unutarnje ljuske!). Svaki vodikov energetski nivo raspada se na skupinu usko priljubljenih nivoa. Ali sam broj stacionarnih stanja ostaje isti, a to je upravo najvažnije za teoriju periodnog sustava.
Središnje je pitanje teorije kako su smješteni elektroni na pojedina stacionarna stanja. Činjenice o rendgenskim spektrima pokazale su, da nikako ne možemo pretpostaviti da se svi elektroni nalaze u najnižem stacionarnom stanju. Kod teških atoma nalaze se elektroni u L, M i N ljuski. Nešto sprečava da ti elektroni na padnu na najnižu ljusku, što bi značilo stanje najniže energije, dakle najveće stabilnosti.
Ključ po kojemu su elektroni raspoređeni na različita stacionarna stanja pruža takozvano Paulijevo načelo isključenja. To načelo od temeljnog je značenja za teoriju kemijskih elemenata i njihovih spektara. Po tom načelu može isto kvantno stanje zaposjesti samo jedan elektron. Isključeno je da u atomu dva elektrona imaju iste kvantne brojeve n, l, m i s.
Paulijevo načelo dokazano je nizom spektroskopskih pokusa. On je vodič kroz složeni periodni sustav elemenata.